# 田村雄三
田村 雄三（たむら ゆうぞう、1982年12月7日 - ）は、群馬県渋川市の元サッカー選手、サッカー指導者。現役時代のポジションはディフェンダー、ミッドフィールダー。

## 来歴
1995年に前橋ジュニアユースに入団。1998年に帝京高校に進学。サッカー部では田中達也や下嶋兄と同級生だった。2000年には東京都国体選抜に選ばれた。中央大学へ進学し、2003年・2004年と関東大学選抜に選ばれた。2005年に湘南ベルマーレに入団。2010年をもって現役を引退し、湘南の強化部スタッフに就任。
2015年12月、いわきFCの強化・スカウト部門のスタッフに就任した。2017年1月1日、いわきFCの監督に就任した。Jリーグの監督になるために必要なJFA 公認S級コーチライセンスを取得していないため、2021年シーズンをもっていわきの監督を退任して、2022年よりスポーツディレクターに就任すると発表された。2022年はスポーツディレクターとして活動する傍ら、Jリーグの監督になるために必要なS級ライセンス講習会を受講し、2023年にS級ライセンスを取得した。
2023年6月14日、契約解除された村主博正の後任として、いわきFCの監督に2年ぶりに復帰した。

## 所属クラブ
- 渋川市立豊秋小学校
- 1995年 - 1997年 前橋ジュニアユース（渋川市立渋川中学校）
- 1998年 - 2000年 帝京高等学校
- 2001年 - 2004年 中央大学
- 2005年 - 2010年 湘南ベルマーレ

## 個人成績
| 国内大会個人成績 | 国内大会個人成績 | 国内大会個人成績 | 国内大会個人成績 | 国内大会個人成績 | 国内大会個人成績 | 国内大会個人成績 | 国内大会個人成績 | 国内大会個人成績 | 国内大会個人成績 | 国内大会個人成績 | 国内大会個人成績 |
| 年度             | クラブ           | 背番号           | リーグ           | リーグ戦         | リーグ戦         | リーグ杯         | リーグ杯         | オープン杯       | オープン杯       | 期間通算         | 期間通算         |
| 年度             | クラブ           | 背番号           | リーグ           | 出場             | 得点             | 出場             | 得点             | 出場             | 得点             | 出場             | 得点             |
| 日本             | 日本             | 日本             | 日本             | リーグ戦         | リーグ戦         | リーグ杯         | リーグ杯         | 天皇杯           | 天皇杯           | 期間通算         | 期間通算         |
| ---------------- | ---------------- | ---------------- | ---------------- | ---------------- | ---------------- | ---------------- | ---------------- | ---------------- | ---------------- | ---------------- | ---------------- |
| 2005             | 湘南             | 23               | J2               | 24               | 0                | -                | -                | 0                | 0                | 24               | 0                |
| 2006             | 湘南             | 3                | J2               | 34               | 0                | -                | -                | 2                | 0                | 36               | 0                |
| 2007             | 湘南             | 6                | J2               | 31               | 2                | -                | -                | 2                | 0                | 33               | 2                |
| 2008             | 湘南             | 6                | J2               | 31               | 2                | -                | -                | 0                | 0                | 31               | 2                |
| 2009             | 湘南             | 2                | J2               | 45               | 0                | -                | -                | 0                | 0                | 45               | 0                |
| 2010             | 湘南             | 2                | J1               | 22               | 0                | 0                | 0                | 0                | 0                | 22               | 0                |
| 通算             | 日本             | 日本             | J1               | 22               | 0                | 0                | 0                | 0                | 0                | 22               | 0                |
| 通算             | 日本             | 日本             | J2               | 165              | 4                | -                | -                | 4                | 0                | 169              | 4                |
| 総通算           | 総通算           | 総通算           | 総通算           | 187              | 4                | 0                | 0                | 4                | 0                | 191              | 4                |

## 指導歴
- 2011年 - 2015年 湘南ベルマーレ
  - 2011年 強化部スタッフ[1]
  - 2012年 - 2013年 ユース コーチ[1]
  - 2014年 - 2015年 テクニカルディレクター[1]
- 2016年 - いわきFC
  - 2016年 強化・スカウト本部部長[1]
  - 2017年 - 2021年 トップチーム 監督[1]
  - 2022年 スポーツディレクター
  - 2023年 - 同年6月 ゼネラルマネージャー
  - 2023年6月 -  トップチーム 監督

## 監督成績
| 年度 | 所属      | クラブ | リーグ戦 | リーグ戦 | リーグ戦 | リーグ戦 | リーグ戦 | リーグ戦 | カップ戦       | カップ戦  |
| 年度 | 所属      | クラブ | 順位     | 勝点     | 試合     | 勝       | 分       | 敗       | ルヴァンカップ | 天皇杯    |
| ---- | --------- | ------ | -------- | -------- | -------- | -------- | -------- | -------- | -------------- | --------- |
| 2017 | 福島県1部 | いわき | 優勝     | 30       | 10       | 10       | 0        | 0        | -              | 3回戦敗退 |
| 2018 | 東北2部南 | いわき | 優勝     | 54       | 18       | 18       | 0        | 0        | -              | 1回戦敗退 |
| 2019 | 東北1部   | いわき | 優勝     | 48       | 18       | 15       | 3        | 0        | -              | 1回戦敗退 |
| 2020 | JFL       | いわき | 7位      | 21       | 15       | 6        | 3        | 6        | -              | 2回戦敗退 |
| 2021 | JFL       | いわき | 優勝     | 71       | 32       | 21       | 8        | 3        | -              | 1回戦敗退 |
| 2023 | J2        | いわき | 18位     | 31       | 22       | 8        | 7        | 7        | -              | -         |
| 2024 | J2        | いわき | 9位      | 54       | 38       | 15       | 9        | 14       | 2回戦敗退      | 3回戦敗退 |
| 2025 | J2        | いわき |          |          |          |          |          |          |                |           |

- ※2023年は6月から指揮。順位はシーズン最終順位。

## タイトル

### 監督時代
いわきFC
- 福島県社会人サッカーリーグ : (2017年)
- 福島県サッカー選手権大会 : 4回 (2017年、2018年、2019年、2021年)
- 全国クラブチームサッカー選手権大会 : 1回 (2017年)
- 東北社会人サッカーリーグ2部南 : 1回 (2018年)
- 東北社会人サッカーリーグ1部 : 1回 (2019年)
- 全国地域サッカーチャンピオンズリーグ : 1回 (2019年)
- 日本フットボールリーグ : 1回 (2021年)

### 個人
- 日本フットボールリーグ最優秀監督賞 (2021年)